# Henri-Gabriel Ibels
Henri-Gabriel Ibels (Parigi, 30 novembre 1867 – Parigi, febbraio 1914) è stato un pittore francese.

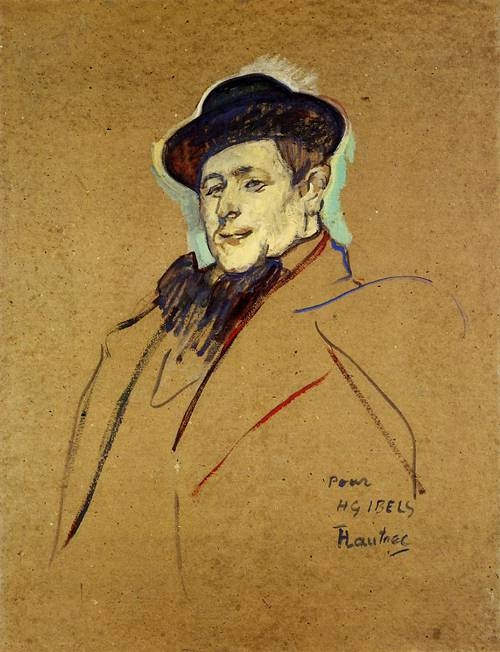
Henri-Gabriel Ibels
Ritratto di Toulouse-Lautrec

Appartenne al Gruppo dei Nabis e fu anche incisore e famoso disegnatore di manifesti.

## Biografia
Nacque e visse a Parigi dove frequentò l'Académie Julian per poi aderire al gruppo dei pittori Nabis, nel quale gli fu dato il soprannome "il Nabi giornalista". Dovette tale appellativo alla sua inclinazione per la vita sociale, per l'illustrazione di giornali politici, nonché per la sua abitudine di trascorrere il tempo nelle redazioni dei giornali.

Fu comunque un maestro nel campo del disegno e della creazione di manifesti.

Suoi amici, fra i Nabis, furono Pierre Bonnard, Édouard Vuillard, Maurice Denis, Paul Ranson e Paul Sérusier.
Dal 1880 collaborò con il giornale Le Père Peinard, foglio proletario fondato dall'anarchico Émile Pouget, con la Revue anarchiste, di suo fratello André, con il Mirlinton, L'Escarmouche, la Revue Blanche, il Cri de Paris, il Courrier de France, l'L'Écho de Paris, L'Assiette au Beurre, La Baionnette, e ancora al numero La Plume, dedicato all'anarchia, e infine al Sifflet, che egli creò per difendere Dreyfus.
Ibels morì a Parigi, a soli 47 anni. 

## Alcune opere
- Les Amoureux dans un champ, 1893-1894,  Woorhees Zimmerli Art Museum, Nuovo Brunswick.
- Le Café-concert, 1892, Woorhees Zimmerli Art Museum, Nuovo Brunswick.
- Le Bois d'amour, Museo del Petit-Palais, Ginevra.
- Illustrazioni di Sébastien Roch, romanzo di Octave Mirbeau, Fasquelle, 1906.

## Galleria d'immagini

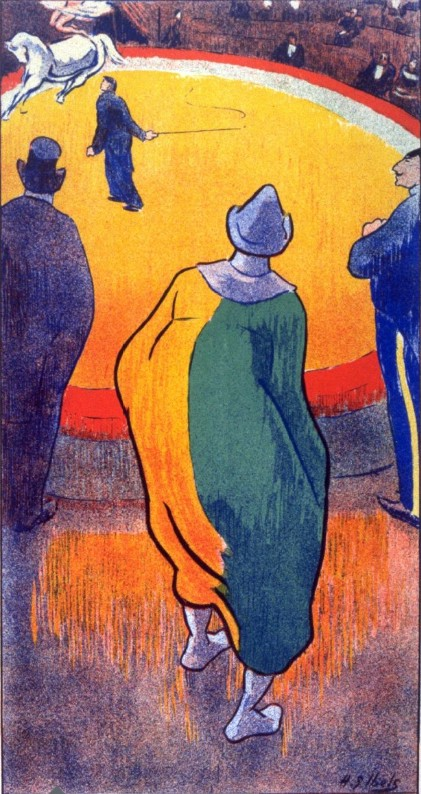
Al circo
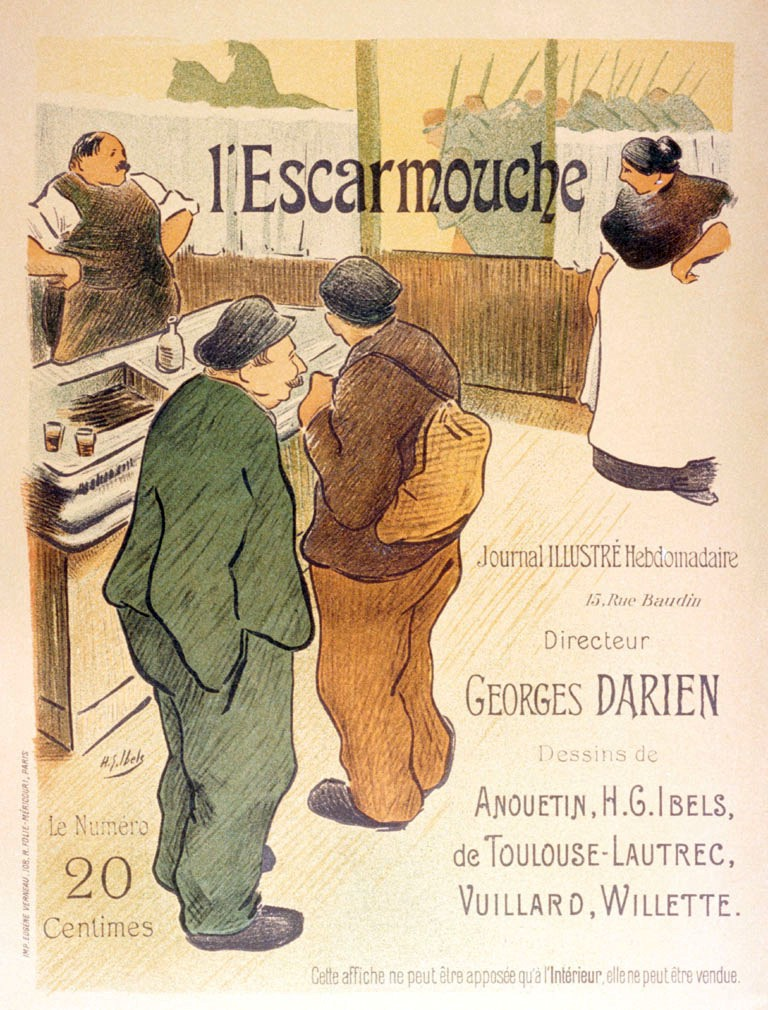
La rivista "L'Escarmouche"
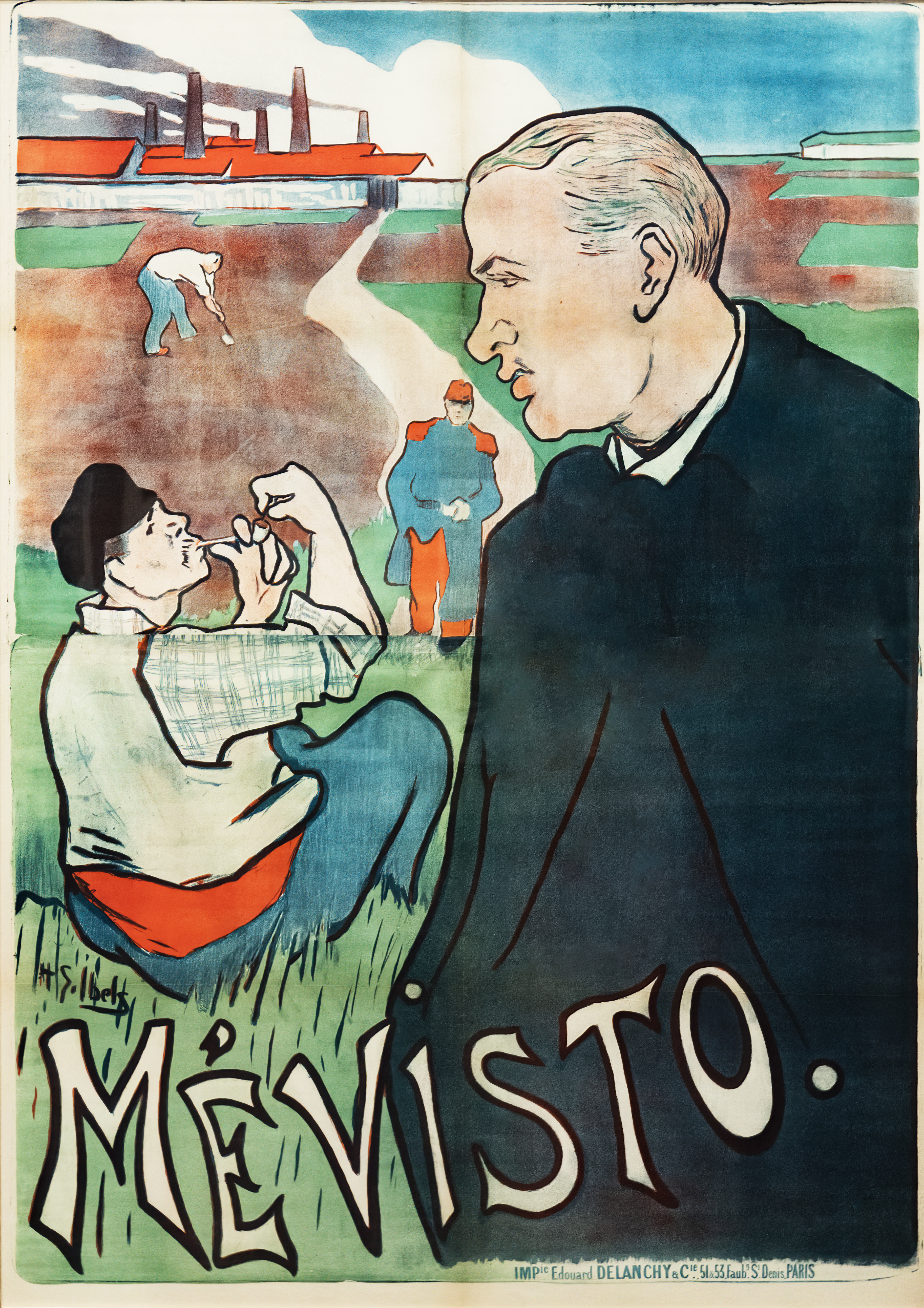
Mevisto, 1892.
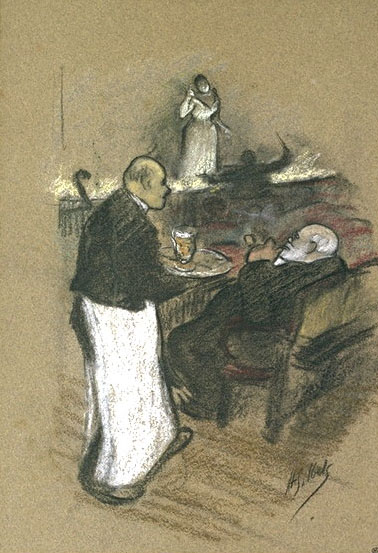
Francisque Sarcey al caffè, 1890
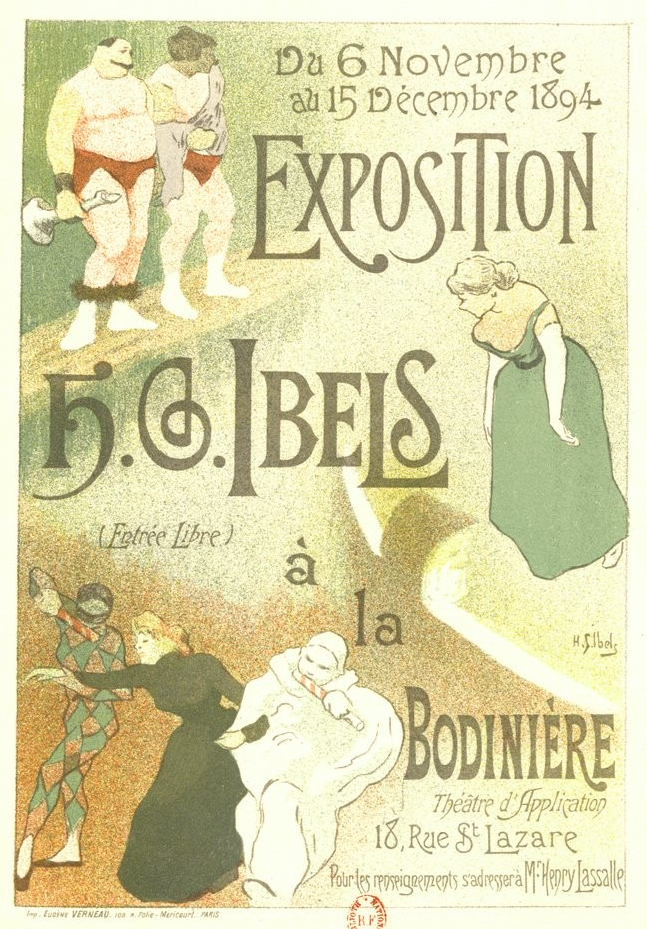
Mostra di Ibels a La Bodinière, 1894.
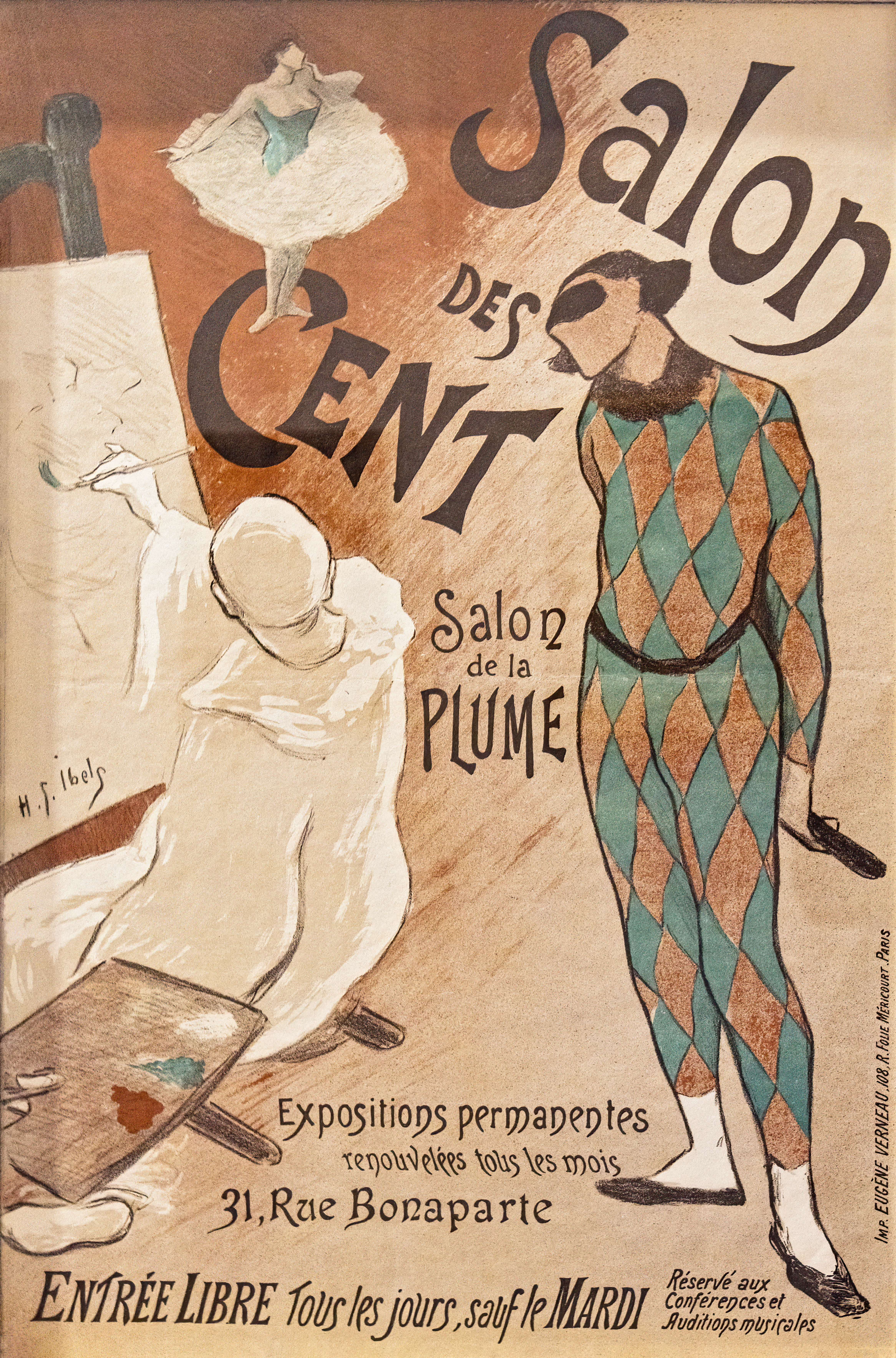
Primo Salone delle cento esibizioni, 1893